# 石狩川
石狩川（いしかりがわ）は、北海道中西部を流れ日本海へ注ぐ石狩川水系本流の一級河川である。流域面積は 14,330km2 で利根川に次いで全国2位、長さ268kmは信濃川、利根川に次いで3位で、日本三大河川のうちのひとつに数えられている。北海道遺産に選定されている。名前はアイヌ民族の言葉からきている。

## 流路

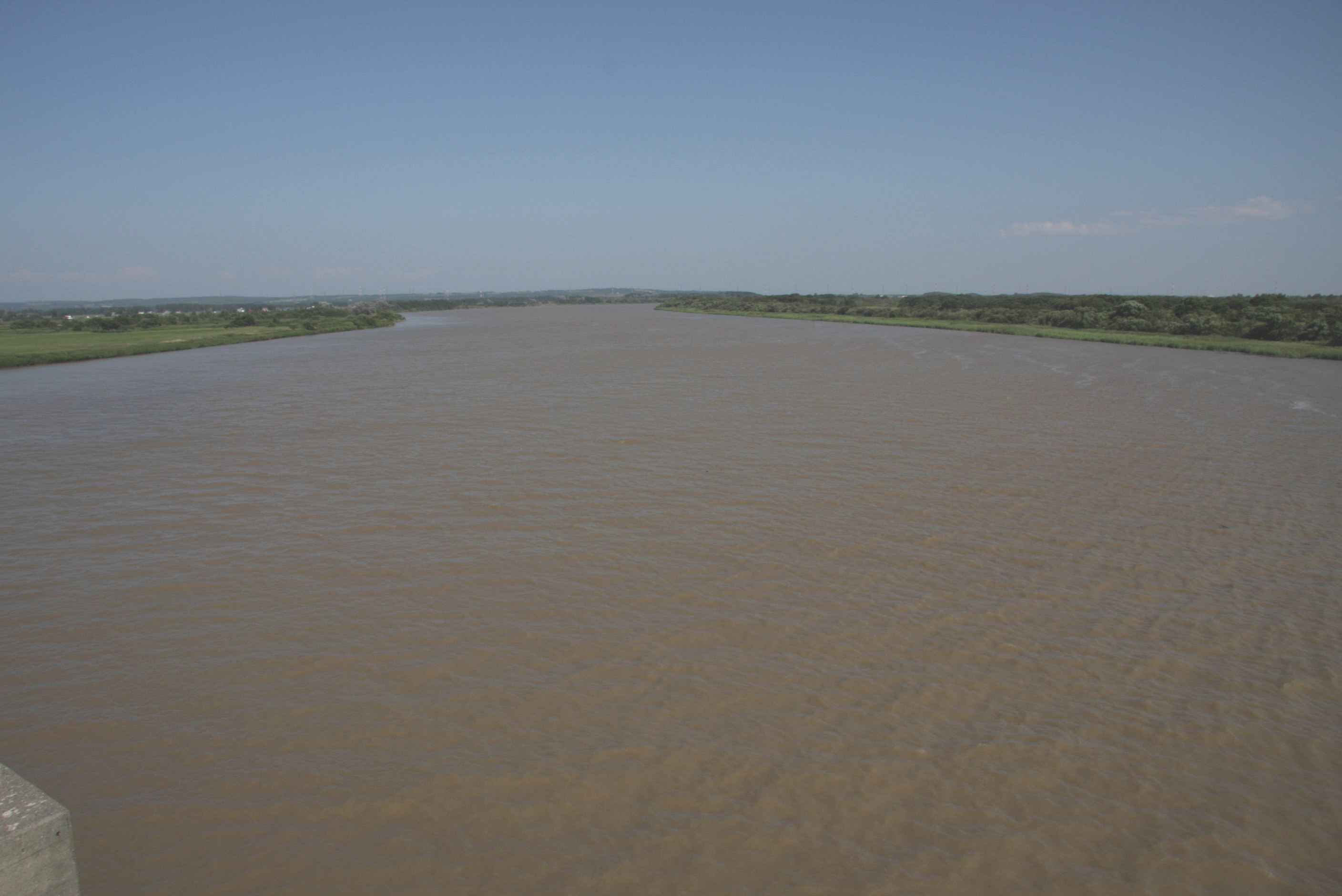
河口付近の石狩川（石狩市）

北海道上川郡上川町の河東郡上士幌町との境界にある大雪山系石狩岳の西斜面に源を発し、ここから上川盆地、石狩平野を経て石狩市で石狩湾へと注ぐ。この間に上川地方（塩狩峠以南）・空知地方・石狩地方の22の市町村を通過する。空知川や千歳川などの支流を含む流域内市町村数は48、流域内市町村人口は約308万8千人である（平成12年国勢調査）。

## 由来
本来のアイヌ語の意義が不明で由来が特定できていないものの、「イシカリ」（塞がる）、「イシカラペツ」（美しく・作る・川）、「イシカラアペツ」（回流川・非常に曲がりくねった川） のいずれかと考えられる。また、俗説か否か、フリカムイとラートシカムイとの戦いの際にフリカムイが尾羽（イシ）を振った（カリ）川ともいわれる。

## 石狩川開発史
近代以前の石狩川は非常に蛇行を繰り返す河川であり、現代でもその片鱗は残っている。語源とされる説の一つ、アイヌ語の「イ・シカラ・ペツ」i-sikar-a-pet（それを・回流する・〈過去形語尾〉・川）はその姿を表現したものとされるが、諸説ある語源はどれも決定打に欠け、不明となっている。
石狩川の河川開発は1869年（明治2年）の開拓使設置より始まる。しかし、石狩川周辺は泥炭地で川もたびたび氾濫したことから開発はなかなか進まなかった。第二次世界大戦後、食糧増産のため当初計画されていた畑地ではなく水田化が進められた。石狩川周辺は他の道内の地域よりも夏の気温が高く、日照時間も長い地域であり、稲の品種改良とともに稲作の北限は広がっていった。

### 開発黎明期 - 自然主義と捷水路主義
1898年（明治31年）9月、石狩川流域において、開拓事業着手後としては最悪の洪水 (明治31年洪水) が発生した。この時の浸水面積は上流部では空知川合流点より、下流では石狩湾までの平地、およそ150,000haが浸水し112名が死亡した。事態を重く見た当時の河川管理者である内務省は翌月には北海道治水調査会を設けて石狩川の治水の方向性を探り、治水計画を策定した後、翌1899年（明治32年）より『第一期北海道拓殖計画』に基づいた石狩川の治水事業に着手した。
この石狩川治水事業の中心的役割を果たしたのが岡崎文吉である。岡崎は石狩川の水位調査を行う一方で欧米諸国の河川工事・管理状況を視察。その中でアメリカ方式の自然を生かした治水方法を石狩川に採用することとした。これは岡崎の「自然主義」と呼ばれ、現在千歳川で見られるヨーロッパ型の河川整備に通ずるものがある。大規模な人為的改変を加えず、水防林や堤防整備・護岸補強を行うことで自然を最大限残しながら治水事業を行うことを理想とした。また、洪水時の水位を下げるために放水路を建設し、洪水調節を図ろうとした。
1910年（明治43年）石狩川治水事務所が設置され、『石狩川第一期治水工事事業』がスタートした。岡崎は事務所長として自身の理念に沿った形で河川改修を始めた。最初に取り掛かったのは生振と篠路を結ぶ放水路事業であった。この際も石狩川本川には可能な限り手を触れず、放水路による洪水調節を目指したが予想を超える泥炭地が工事の行く手を遮り、難工事と財政難に悩まされるようになった。難航を極めた治水事業を促進させるために1917年（大正6年）に内務技官・沖野忠雄が派遣されるも、これが岡崎の「自然主義」治水事業を転換させる契機となった。
沖野は1897年（明治30年）より実施された『淀川修築工事』の総指揮を執った人物で、新淀川開鑿や大阪港築港などのプロジェクトを手掛けた当時河川工学分野での第一人者であった。だが沖野の治水思想は河川に対し大規模な改修を加え、治水に供するフランス流河川工学であり、その根幹となるのは新淀川開鑿でもみられた河川ショートカット工法（捷水路）であった。この沖野の「捷水路主義」は当然岡崎の「自然主義」とは相容れず、両者は真っ向から対立することとなる。だが実績に勝る沖野の手法が採用されることになり、1918年（大正7年）岡崎は石狩川治水事務所長の職を退任。沖野が所長職に就任することで石狩川の治水は「捷水路主義」に基づく河川改修にシフトしていった。
1922年（大正11年）従前は千歳川に合流していた夕張川を石狩川に直接合流させる「夕張川新水路工事」が始まり、1936年（昭和11年）に完成した。これにより蛇行していた夕張川は直線化され、従来の河道は旧夕張川となった。石狩川本川では石狩川河口から江別までの区間における捷水路工事を実施し、下流部の直線化を図った。また札幌市内を細かく蛇行しながら貫流していた豊平川も捷水路を設置して直線化した。続いて1934年（昭和9年）より実施された『石狩川第二期治水工事事業』においては幌向川に合流していた幾春別川を、夕張川と同様に直接石狩川に合流させる「幾春別川新水路工事」を開始。1921年（大正10年）より実施した「美唄川新水路工事」と共に三笠市・岩見沢市の治水を図った。石狩川本川の捷水路工事は江別から月形、さらに上流へ向けて堤防整備と共に実施されたが太平洋戦争によって中断された。
この沖野による捷水路工事主体の河川改修により、石狩川本川は改修前には364km（信濃川とほぼ同延長）あった流路延長が100kmも短くなり、蛇行部分は大幅に減少した。これによって洪水の流下が促進され、洪水による湛水被害は大幅に軽減。泥炭地の湛水が解消されたことで、その後の大規模開拓に繋がる農地開発が次第に手掛けられていった。

### 電源開発
石狩川の電源開発は1909年（明治42年）豊平川に定山渓発電所が建設されたのが最初であるが、本格的な水力発電事業が着手されたのは千歳川である。定山渓発電所完成の翌1910年、支笏湖の直下流に千歳第一ダム・千歳第一発電所が建設された。これは本州における水力発電事業とは異なり、電力会社による事業ではなかった。苫小牧に製紙工場を建設していた王子製紙は工場で使用する電力を確保するために千歳川に着目、ここに4箇所のダムと発電所を設けて電力を賄おうとした。この千歳第一発電所（単に千歳発電所とも呼ぶ）は認可出力25,400kWを有し当時日本最大級の出力を誇った。また取水ダムである千歳第一ダムは「重力式バットレスダム」という日本唯一の型式である。その後、千歳第二・第三・第四・第五ダムおよび発電所が1941年（昭和16年）までに建設され、苫小牧市発展の礎を築いた。現在河川法でダムとして定められているのは千歳第三ダム・千歳第四ダムであるが、第一から第四までのダム・発電所群は土木学会選奨土木遺産に指定されている。
戦前の王子製紙は本業の製紙業のほかに電力事業にも参入していた。千歳川の電源開発を手掛けた後、次に目を付けたのは雨竜川であった。王子製紙にとって雨竜川の豊富な水量と流域に広がる木材資源は極めて魅力的であり、事業拡大の要ともいえた。1928年（昭和3年）王子製紙は雨竜川の電源開発を遂行するために雨竜電力を子会社として設立、北海道帝国大学が所有する森林を買収してここに大規模水力発電所の建設を計画した。これが雨竜第一ダムと雨竜第二ダムであり、雨竜発電所にて千歳発電所の倍にあたる認可出力・51,000kWの電力を供給させようとした。当時のダム地点は鬱蒼とした原生林であり交通の便が悪かったため、深川からダム現場を通過し名寄を結ぶ深名線の整備に着手。開通後本格的なダム・発電所建設に着手した。
ところが建設に着手して間も無く電力統制策による日本発送電が設立され、雨竜電力は強制的に解散・統合された。これ以降は日本発送電札幌支社による建設事業が進み、ダム・発電所は1943年（昭和18年）に完成した。雨竜第一ダムによって形成された人造湖が朱鞠内湖であり、完成から63年経過した現在においても日本最大の湛水面積を持つ人造湖として記録が破られていない。なお、雨竜第一ダムの建設に際し、強制労働やタコ部屋労働といった劣悪な環境で建設に従事した労働者が多く存在しており、戦時下における負の記憶として残されている。
戦後、日本発送電が1951年（昭和26年）に分割された後、北海道全域の発送電・配電事業は北海道電力が継承した。北海道電力は引き続き石狩川水系における電力開発を進め、1960年代初頭には石狩川本川上流部に大規模なダム式発電所の計画を立てた。これは上川郡上川町に堤高118.2mの中空重力式コンクリートダムを建設して有効貯水容量141,000,000トンを有する巨大な人造湖を造り、この莫大な水量を利用して発電を行うというものであった。このダムは計画当初（1960年当時）「大雪ダム」と呼ばれ、1964年（昭和39年）時点では「石狩ダム」と呼ばれていた。だが、後述する石狩川水系総合開発計画の中で治水および農地灌漑に資するため北海道開発局が事業に参画。「石狩ダム計画」は1965年（昭和40年）の石狩川水系工事実施基本計画により北海道開発局が事業主体として行う大雪ダムに継承された。
現在、石狩川水系では滝里発電所（認可出力：52,000kW）が最大の規模を誇る発電所であり、揚水発電所や出力が10万kWを超える大規模水力発電所は建設されていない。ただし開発は現在も行われており、2007年（平成19年）には忠別ダム（忠別川）に付設された新忠別発電所（認可出力：10,000kW）が稼働する。

### 石狩川水系総合開発計画
戦後の石狩川の開発は1949年（昭和24年）の北海道開発庁設置と現地執行機関である北海道開発局の設置で幕を開ける。建設省・運輸省（現・国土交通省）と農林省（現・農林水産省）の機能を統一させ効率的な総合開発を図るために設置され、翌1950年（昭和25年）には北海道開発法も制定された。これ以降『北海道総合開発計画』の下で石狩川水系における河川総合開発事業・国営農業水利事業も進められていく。なお、北海道開発局は省庁再編に伴い国土交通省の下部機関となっている。
戦前に進められていた治水事業（捷水路事業・堤防建設など）は引き続き進められていた。だが戦後の治水は物部長穂の提唱した「河水統制事業」の流れを汲む河川総合開発事業が主流となり、その根幹事業である多目的ダム建設が全国で盛んに行われていた。背景には連合国軍最高司令官総司令部（GHQ）の民政局所属の官僚がニューディーラーで占められていたこともあり、河川総合開発のモデルであったTVA方式の治水が勧められていたこともある。
こうして石狩川水系でも多目的ダムによる治水対策が重要視され、1951年（昭和26年）には幾春別川において『幾春別川・芦別川総合開発事業』に基づく北海道初の多目的ダム・桂沢ダムの建設が着手された。これには水力発電事業として電源開発株式会社も参加し、空知川の左支川である芦別川上流に芦別ダムとキムンダムを設け、そこから水路を通じ発電用水を幾春別川に導水し、三笠・歌志内の炭鉱地帯への電力供給を図った。桂沢ダムは1957年（昭和32年）に完成し、これ以後石狩川の主要支川にダムが計画される。
1953年（昭和28年）には『河川改訂改修計画』の石狩川版にあたる『石狩川改修全体計画』が策定され、戦争で中断していた月形以北の捷水路と堤防整備を行う一方、石狩川最大の支流でありながら河川整備がほとんど未改修であった空知川への多目的ダム建設が計画され、南富良野町に金山ダムが1959年（昭和34年）着手され1967年（昭和42年）完成した。金山ダムは北海道唯一の中空重力式コンクリートダムでもある。だが全体計画が策定された後も1961年（昭和36年）と1962年（昭和37年）の2年連続にわたり水害の被害を流域が蒙った。このため全体計画は1964年（昭和39年）に改定されたが、翌1965年（昭和40年）に新河川法が施行され石狩川水系は一級水系に指定されたことから、再々度の計画改訂が実施された。この『石狩川水系工事実施基本計画』によってダムと河川改修による洪水調節が図られ、これに基づき石狩川本川唯一の多目的ダムである大雪ダムや石狩川本川最後の捷水路事業となる砂川捷水路、忠別ダム（忠別川）・豊平峡ダム（豊平川）・漁川ダム（漁川）といった特定多目的ダムが建設され、北海道も補助多目的ダムとして美唄ダム（美唄川）を1969年（昭和44年）より着工した。さらに幌向川の夕張川への合流工事や旧幾春別川の幾春別川からの締切など河道改修も並行して行った。
ところがこうした努力を嘲うかのように1975年（昭和50年）と1981年（昭和56年）、石狩川はなおも大水害をもたらした。特に1981年の水害は浸水面積61,400ha、浸水戸数約22,500戸という過去最悪の水害であり石狩川の本川・支流で氾濫が相次いだ。特に多目的ダムが無い雨竜川・夕張川・千歳川での被害が激しく、長期間にわたって浸水被害を与えた。これに対し開発局は基本計画の全面改訂を行い、旧計画の倍に当たるピーク時洪水流量（18,000トン／秒）を基本高水流量とし、これに対応する治水対策を計画した。主なものとしては滝里ダム（空知川）・定山渓ダム（小樽内川）といった新規ダム計画に加え、桂沢ダムと大夕張ダム（農林水産省管理・夕張川）のダム再開発事業、遊水池（砂川遊水池）、放水路（石狩放水路・千歳川放水路・永山新川）、捷水路（雨竜川捷水路）、築堤・浚渫・川底掘削とあらゆる方法による治水対策を実施・計画した。

### 篠津地域泥炭地開発事業
河川総合開発と並行して強力に実施されていたのが農地開拓である。戦後の食糧難を解決するには農地面積の拡大が不可欠とした農林省は1947年（昭和22年）に『国営農業水利事業』を策定、大井川・九頭竜川・野洲川・加古川の4河川で開始した。農業用ダムと用水路・頭首工などを系統的に建設し運用することで効率的な農業生産を図ることを目的としたこの事業は、石狩川でも実施された。石狩川では北海道開発局農業水産部が主体となり国営農業水利・灌漑排水事業を夕張川流域や雨竜川流域で実施した。これに伴い建設されたのが大夕張ダム（夕張川）や鷹泊ダム（雨竜川）、尾白利加ダム（尾白利加川）などである。
そしてこれら石狩川流域で実施された最大の農地開発が『篠津地域泥炭地開発事業』である。契機となったのは1954年（昭和29年）8月に来日した世界銀行の農業調査団が石狩川流域を視察したことより始まる。調査団は既に八郎潟や根釧原野、尾張丘陵・知多半島等の融資対象地域を調査していたが、コストパフォーマンスの面で篠津を中心とした石狩川泥炭地が最も有望な農業地域になると結論を出した。こうして愛知用水などと共に世界銀行の融資を受ける農業開発地域として1956年（昭和31年）より事業に着手することとなった。
泥炭地は大量の水分を含み、そのままでは全く農地としては役に立たないため第一に実施されたのは泥炭地の水分を排水する「内水排除」であった。既に内水排除については明治中期に篠津運河の建設が始められていたが、当時の技術では泥炭地の土壌対策を克服できず、最終的に戦争などもあって建設途中で放置されていた。このため内水排除を行うため篠津運河の建設再開が実施された。篠津運河に泥炭地の水を排水することが当初考えられていたが、農地面積拡大のためには用水路の建設も必要となることから、篠津運河に用水路機能を追加することになった。これに伴い篠津運河に石狩川の水を取水することが考えられ、樺戸郡月形町の石狩川本川に石狩川頭首工が建設され、ここを起点に運河が整備されることとなった。また、用水補給を強化するために支流の当別川最上流部に1963年（昭和38年）青山ダムが建設され、灌漑用水が篠津原野に補給されることとなった。
運河の掘削は困難を極めたが次々と新しい土木技術や土木機械を投入し、揚水機場を設置して原野の隅々まで用水が行き渡るよう整備された。こうして『篠津地域泥炭地開発事業』は着手から15年の年月を費やし1971年（昭和46年）に完成した。農地として不適であった広大な泥炭地を農地に転換する事業は国内外でも例が無く、世界の農地改良事業におけるパイオニアとなった。現在は11,000haに及ぶ水田となっており、きらら397の耕作を始めとした北海道屈指の穀倉地帯に変貌している。

### 公共事業の見直し - 千歳川放水路の中止
このように石狩川水系は明治時代から現在に至るまで、様々な河川整備が実施されたわけであるが、近年の環境問題への関心の高まりと公共事業に対する見直し論議の風潮は全国の河川総合開発事業に多大な影響を与えた。石狩川水系も例外ではなかったが特に注目されたのが「千歳川放水路計画」である。
千歳川は先述のように水力発電開発が先行し、治水は大きく立ち遅れていた。本川にはダム建設の適地が無い上陸地より千歳川の水面が高く、堤防を建設しても出水によって容易に水害を起こす河川であった。さらに下流部では河川勾配が緩やかで地形的に石狩川本川の河水が流入しやすく、洪水の際には長期間湛水被害を生じる。このため2年から3年に一度の割合で浸水被害を伴う水害を流域にもたらしており、1981年の水害では最も千歳川流域の被害が大きかった。
既に1980年（昭和55年）支流の漁川に漁川ダムが完成していたが、下流の湛水被害を抑止するためには放水路による洪水調節が最善であると考えた北海道開発局は1982年（昭和57年）の『石狩川水系工事実施基本計画』の全面改訂時に千歳川放水路計画を盛り込んだ。30,000年前の旧石狩川流路をベースに太平洋に洪水を放流し、石狩川の河水侵入を水門で防御する計画である。だが、放水路の建設予定地はウトナイ湖を含む湿地帯があり、貴重な動植物の宝庫であることから自然保護団体や千歳川の漁業協同組合が猛烈な反対運動を展開し、流域の治水安全度を高めたい千歳市などの流域市町村と対立した。
事業はそのまま全く膠着化し、事態の打開を図る必要性に迫られたことから北海道は「千歳川流域治水対策検討委員会」を1997年（平成9年）に設置。賛成派・反対派双方の意見調整と治水対策の検討を議論した。その結果1999年（平成11年）7月、委員会は事業主体の開発局に対し放水路計画の中止を諮問、河川行政を管轄する建設省は「千歳川放水路計画」の中止を発表。遊水地を併設した堤防増強を主体とした総合治水対策を行うこととなり、2005年（平成17年）に『石狩川水系千歳川河川整備計画』に正式に盛り込まれた。この治水対策はヨーロッパが現在行っている治水対策に限りなく近い。広大な北海道だからこそ可能だとの指摘もあり、本州の河川で実現可能かは疑問の声もある。だが河川に出来るだけ介入せず治水対策を行うこの手法は岡崎文吉が目指した「自然主義」に通じ、近年の環境保護思想の高まりもあって岡崎の治水思想は再評価されている。国土交通省も今後の治水対策の一環である「自然化工法」を治水手法の一つとして検討しており、今後この手法が北海道外の一級水系で採用される可能性はある。
ダム事業に対しても公共事業見直しの機運から事業中止のダムもあり、千歳川の右支川である嶮淵川に計画されていた「嶮淵ダム建設事業」が中止されている。これは堤高44.4mのロックフィルダムであるが、堤長が1,174mあり、総貯水容量は135,100,000トンを擁する巨大ダム計画であった。北海道開発局農業水産部による「国営道央かんがい排水事業」の中心事業として計画された日本最大の農林水産省直轄ダムで、上水道・工業用水道目的も有する多目的ダムであった。この他農林水産省直轄ダムとしては「北海ダム建設事業」（奈井江川）が中止している。
治水を目的とした多目的ダム事業では『幾春別川総合開発事業』の事業縮小が2005年に国土交通省から発表され、三笠ぽんべつダムが特定多目的ダムから治水ダムに規模縮小された。この他、当別ダムについては市民団体が「無駄なダム事業」として建設の中止を要請。事業主体の北海道もダム事業再評価を行ったが札幌市・小樽市・石狩市等の要請もあり事業は継続となり、2012年に完成した。

### 現在の整備状況
2023年現在はダム再開発事業に基づき大夕張ダム再開発（夕張シューパロダム）が行われ、北海道も補助多目的ダム事業として当別ダム（当別川）や徳富ダム（徳富川）が完成している。特に夕張シューパロダムは2012年（平成24年）に完成し、北海道最大・日本屈指の多目的ダムとなった。また、石狩川水系千歳川河川整備計画に基づく千歳川遊水地群の整備が終了し、2022年（令和2年）に供用を開始している。現在は桂沢ダム再開発（新桂沢ダム・三笠ぽんべつダム）が行われている。

## 災害
高低差の少ない石狩平野を蛇行して貫流していることから、流域は慢性的に洪水に悩まされてきた。明治時代以降、河川改修工事や治水工事が続けられた結果、集中豪雨などに起因する増水による破堤や越流が見られても氾濫する面積は徐々に縮小傾向にある。
- 1898年（明治31年）9月 - 台風による氾濫。被害家屋18,600戸、氾濫面積150,000ha、死者112人。
- 1904年（明治37年）7月 - 台風・前線による氾濫。被害家屋16,000戸、氾濫面積130,000ha。
- 1922年（大正11年）8月 - 台風による氾濫。被害家屋9,200戸、氾濫面積 不明、死者7人。
- 1932年（昭和7年）8月 - 15日間道内で降り続いた長雨により氾濫が発生[5]。前年の凶作に追い打ちをかける水害により農村部は疲弊した。
- 1961年（昭和36年）7月 - 低気圧・前線による氾濫[6]。被害家屋23,300戸、氾濫面積52,300ha、死者11人。
- 1962年（昭和37年）
  - 4月 - 雪解けによる増水。流域全体で浸水家屋約1000戸[7]。
  - 8月 - 台風9号・前線による氾濫[8]。被害家屋41,200戸、氾濫面積66,100ha、死者7人。
- 1975年（昭和50年） - 前線による氾濫。被害家屋9,600戸、氾濫面積26,000ha、死者5人。
- 1981年（昭和56年） - 台風・前線による氾濫。被害家屋20,600戸、氾濫面積29,200ha、死者9人。
- 1981年（昭和56年）8月上旬 - 低気圧・前線・台風12号 （昭和56年8月北海道豪雨）による氾濫。被害家屋22,500戸、氾濫面積61,400ha、死者2人。
- 1988年（昭和63年）8月 - 停滞性前線による氾濫。被害家屋2,000戸、氾濫面積6,500ha。
- 2001年（平成13年）9月 - 前線・台風による氾濫。被害家屋70戸、氾濫面積380ha。
- 2016年（平成28年）8月 - 台風7号・9号・10号・11号（平成28年8月北海道豪雨）による氾濫。被害戸数212戸。
- 2018年（平成30年）7月 - 前線による氾濫。

## 石狩川水系の主要河川
石狩川水系は上川（塩狩峠以南）・空知・石狩の3地域（石狩国と胆振国千歳郡に相当）に跨って流れる。主要支川で最大なのは空知川で流路延長194.5km、流域面積2,618.0km2であり、他の一級水系と比較すると渡川（四万十川）水系や新宮川（熊野川）水系に匹敵する規模を持つ。この他、雨竜川・夕張川・千歳川が流路延長100kmを超す。
流域には支笏湖やオコタンペ湖などの天然湖を有する他、中流部には蛇行の痕跡である三日月湖が散在する。また、旧美唄川や旧夕張川のように旧流路がそのまま残っている河川もある。札幌市・旭川市・千歳市・岩見沢市など北海道枢要部の都市が流域に点在し、それら都市の活動を支えている。

### 本流域の市町村
- 上川総合振興局管内：旭川市、上川郡上川町・愛別町・比布町・当麻町・鷹栖町。
- 空知総合振興局管内：深川市、滝川市、砂川市、美唄市、岩見沢市、雨竜郡雨竜町・妹背牛町、樺戸郡新十津川町・月形町・浦臼町、空知郡奈井江町。
- 石狩振興局管内：札幌市、江別市、石狩市、石狩郡当別町・新篠津村。

### 主要支流と流域市町村
カッコ内の湖沼は人造湖（ダム湖）を示す。
| 河川         | 流路 延長 (km) | 流域 面積 (km2) | 主要 二次 支川                               | 主要 湖沼                                                   | 流域 振興局    | 流域 市郡                             |
| ------------ | -------------- | --------------- | -------------------------------------------- | ----------------------------------------------------------- | -------------- | ------------------------------------- |
| 留辺志部川   | 23.5           | 64.1            | 茅刈部川                                     |                                                             | 上川総合振興局 | 上川郡                                |
| 愛別川       | 22.5           | 186.06          | 狩布川                                       | （狩布湖）                                                  | 上川総合振興局 | 上川郡                                |
| 比布川       | 18.6           | 57.6            | 比布ウッペツ川 蘭留川                        |                                                             | 上川総合振興局 | 旭川市・上川郡                        |
| 牛朱別川     | 36.8           | 481.4           | 当麻川 永山新川 ペーパン川                   |                                                             | 上川総合振興局 | 旭川市・上川郡                        |
| 忠別川       | 59.2           | 1,062.6         | ポン川 美瑛川                                | （忠別湖）                                                  | 上川総合振興局 | 旭川市・上川郡                        |
| ウッペツ川   | 13.7           | ____            | オホーツナイ川                               |                                                             | 上川総合振興局 | 旭川市・上川郡                        |
| オサラッペ川 | 25.7           | 195.5           | ヨンカシュッペ川 ウッペツ川                  |                                                             | 上川総合振興局 | 旭川市・上川郡                        |
| 雨竜川       | 155.0          | 1,673.0         | 幌加内川 多度志川 幌新太刀別川 恵岱別川      | （朱鞠内湖） （宇津内湖） （ホロピリ湖）                    | 上川総合振興局 | 雨竜郡                                |
| 雨竜川       | 155.0          | 1,673.0         | 幌加内川 多度志川 幌新太刀別川 恵岱別川      | （朱鞠内湖） （宇津内湖） （ホロピリ湖）                    | 空知総合振興局 | 深川市・滝川市・雨竜郡                |
| 尾白利加川   | 42.1           | 157.3           | ペンケペタン川 幌加尾白利加川                | （暑寒湖）                                                  | 空知総合振興局 | 樺戸郡・雨竜郡                        |
| 徳富川       | 50.8           | 319.2           | ワッカウエンベツ川 ルークシュベツ川 総富地川 | （トップ湖） （和歌貯水池） （留久貯水池） （南幌加貯水池） | 空知総合振興局 | 樺戸郡                                |
| 空知川       | 194.5          | 2,618.0         | 布部川 富良野川 野花南川 芦別川              | （かなやま湖） （滝里湖） （野花南湖） （芦別湖）           | 上川総合振興局 | 富良野市・空知郡                      |
| 空知川       | 194.5          | 2,618.0         | 布部川 富良野川 野花南川 芦別川              | （かなやま湖） （滝里湖） （野花南湖） （芦別湖）           | 空知総合振興局 | 芦別市・赤平市・砂川市 滝川市・樺戸郡 |
| 豊沼奈江川   | 18.8           | 49.7            | 二股沢川                                     |                                                             | 空知総合振興局 | 空知郡・砂川市                        |
| 奈井江川     | 23.6           | 61.8            | 茶志内川                                     |                                                             | 空知総合振興局 | 空知郡                                |
| 美唄川       | 32.6           | 97.3            | 産化美唄川                                   | （びばい湖）                                                | 空知総合振興局 | 美唄市                                |
| 須部都川     | 24.4           | 63.8            | 赤川                                         |                                                             | 空知総合振興局 | 樺戸郡                                |
| 幾春別川     | 70.0           | 382.0           | 奔別川 三笠幌内川 市来知川 旧美唄川          | （桂沢湖）                                                  | 空知総合振興局 | 三笠市・岩見沢市                      |
| 夕張川       | 136.0          | 1,463.0         | 志幌加別川 由仁川 ヤリキレナイ川 幌向川      | （シューパロ湖）                                            | 空知総合振興局 | 夕張市・岩見沢市・空知郡              |
| 夕張川       | 136.0          | 1,463.0         | 志幌加別川 由仁川 ヤリキレナイ川 幌向川      | （シューパロ湖）                                            | 石狩振興局     | 江別市                                |
| 千歳川       | 108.0          | 1,244.0         | 嶮淵川 漁川 島松川 旧夕張川                  | 支笏湖 オコタンペ湖 （えにわ湖）                            | 空知総合振興局 | 夕張市・空知郡                        |
| 千歳川       | 108.0          | 1,244.0         | 嶮淵川 漁川 島松川 旧夕張川                  | 支笏湖 オコタンペ湖 （えにわ湖）                            | 石狩振興局     | 千歳市・恵庭市・江別市 北広島市       |
| 篠津川       | 23             | 178.9           | 沼川                                         |                                                             | 石狩振興局     | 石狩郡・江別市                        |
| 豊平川       | 72.5           | 902.0           | 真駒内川 精進川 月寒川 厚別川                | （定山湖） （さっぽろ湖）                                   | 石狩振興局     | 札幌市・江別市                        |
| 当別川       | 72.5           | 309.5           | パンケチュウベシナイ川 材木川                | (青山貯水池) (当別ふくろう湖)                               | 石狩振興局     | 札幌市・石狩郡                        |
| 茨戸川       | 20.2           | 160.5           | 伏籠川 石狩放水路 真勲別川                   | ペケレット湖 トンネウス沼                                   | 石狩振興局     | 札幌市・石狩市                        |
| 知津狩川     | 14.5           | 38.6            | 地蔵沢川 五の沢川                            | （高富貯水池） （五の沢池）                                 | 石狩振興局     | 石狩市                                |

#### その他の支流
- 石狩川源流部の支流
- 上川総合振興局管内 - 白川、安足間川、江丹別川、伊野川など
- 空知総合振興局管内 - 内大部川、江部乙川、ペンケ歌志内川、奈江豊平川、於札内川、浦臼内川、札比内川など

## 石狩川水系の河川施設
石狩川の河川施設は「北海道総合開発計画」に基づき、北海道開発庁の現地執行機関である北海道開発局によって事業が計画・施工されているが、大別すると灌漑事業と治水事業に分かれる。
灌漑については北海道開拓使以来の事業である農地開拓に基づくものである。戦後、農林省（現農林水産省）は1947年（昭和22年）より全国各地で「国営かんがい排水事業」や「国営土地改良事業」を施行。石狩川水系でも開発局農業水産部によって夕張や篠津など多くの地域で実施されている。このために農林水産省管轄（注）の灌漑用ダムが大小様々建設されている。
一方、治水事業は建設省（現国土交通省）が「河川総合開発計画」を基に全国の一級水系において多目的ダムによる河川開発を進めていたが、開発局建設部により石狩川水系の治水と札幌市・小樽市・千歳市・旭川市などの北海道主要都市に上水道を供給するため、石狩川本川をはじめ主要な支川に特定多目的ダムを建設し対処している。ただし、これらの多目的ダムは『特定多目的ダム法』に基づく国土交通大臣の直轄管理施設となっており、北海道開発庁は管理をしていない。この他、北海道建設部も補助多目的ダムを各所に建設している。
水力発電は王子製紙株式会社による千歳川水系の開発、北海道電力株式会社による石狩川層雲峡付近と雨竜川の電源開発を除けば小規模に留まり、揚水発電のような大規模電源開発は行われていない。これは電力需要が首都圏や京阪神に比べて多くないことに起因する。

### 主な河川施設
| 一次 支川名 （本川） | 二次 支川名  | 三次 支川名 | ダム名             | 堤高 (m) | 総貯水 容量 (千m3) | 型式              | 事業者              | 備考                                                          |
| -------------------- | ------------ | ----------- | ------------------ | -------- | ------------------ | ----------------- | ------------------- | ------------------------------------------------------------- |
| 石狩川               | －           | －          | 大雪ダム           | 86.5     | 66,000             | ロックフィル      | 北海道開発局        | 国土交通省管理                                                |
| 石狩川               | －           | －          | 層雲峡ダム         | －       | －                 | 重力式            | 北海道電力          | 小堰堤                                                        |
| 石狩川               | －           | －          | 愛別頭首工         | －       | －                 | 可動堰            | 北海道開発局        | 農林水産省管理                                                |
| 石狩川               | －           | －          | 砂川遊水池         | －       | －                 | 遊水池            | 北海道開発局        | 国土交通省管理                                                |
| 石狩川               | －           | －          | 石狩川頭首工       | －       | －                 | 固定堰・可動堰    | 北海道開発局        | 農林水産省管理                                                |
| 石狩川               | －           | －          | 石狩放水路         | －       | －                 | 放水路            | 北海道開発局        | 国土交通省管理                                                |
| 愛別川               | 狩布川       | －          | 愛別ダム           | 39.0     | 9,500              | 重力式            | 北海道              | －                                                            |
| 牛朱別川             | －           | －          | 大沢ダム           | 28.9     | 900                | アース            | 北海道              | －                                                            |
| 忠別川               | －           | －          | 忠別ダム           | 86.0     | 93,000             | 複合式            | 北海道開発局        | 国土交通省管理                                                |
| 雨竜川               | －           | －          | 雨竜第一ダム       | 45.5     | 224,653            | 重力式            | 北海道電力          | －                                                            |
| 雨竜川               | －           | －          | 鷹泊ダム           | 35.0     | 21,518             | 重力式            | 北海道開発局 北海道 | 農林水産省管理                                                |
| 雨竜川               | 宇津内川     | －          | 雨竜第二ダム       | 35.7     | 21,589             | 重力式            | 北海道電力          | －                                                            |
| 雨竜川               | 幌新太刀別川 | －          | 沼田ダム           | 44.9     | 32,900             | ロックフィル      | 北海道開発局        | 農林水産省管理                                                |
| 尾白利加川           | －           | －          | 尾白利加ダム       | 31.8     | 10,979             | ロックフィル      | 北海道開発局        | 農林水産省管理                                                |
| 徳富川               | －           | －          | 徳富ダム           | 79.4     | 36,000             | 重力式            | 北海道              | －                                                            |
| 空知川               | －           | －          | 金山ダム           | 57.3     | 150,450            | 中空重力式        | 北海道開発局        | 国土交通省管理                                                |
| 空知川               | －           | －          | 滝里ダム           | 50.0     | 108,000            | 重力式            | 北海道開発局        | 国土交通省管理                                                |
| 空知川               | －           | －          | 野花南ダム         | 30.0     | 4,800              | 重力式            | 北海道電力          | －                                                            |
| 空知川               | －           | －          | 芦別ダム           | 16.5     | 6,250              | 重力式            | 北海道電力          | －                                                            |
| 空知川               | 芦別川       | －          | 芦別ダム           | 22.8     | 1,598              | 重力式            | 北海道開発局        | 国土交通省管理                                                |
| 空知川               | 赤間の沢川   | －          | エルムダム         | 53.7     | 3,017              | ロックフィル      | 北海道開発局        | 農林水産省管理                                                |
| 美唄川               | －           | －          | 美唄ダム           | 35.5     | 1,500              | 重力式            | 北海道              | －                                                            |
| 幾春別川             | －           | －          | 桂沢ダム           | 63.6     | 92,700             | 重力式            | 北海道開発局        | 国土交通省管理 再開発中                                       |
| 幾春別川             | －           | －          | 新桂沢ダム         | 76.0     | 147,300            | 重力式            | 北海道開発局        | 国土交通省施工 建設中                                         |
| 幾春別川             | 奔別川       | －          | 三笠ぽんべつダム   | 53.0     | 8,620              | 重力式            | 北海道開発局        | 国土交通省施工 建設中                                         |
| 夕張川               | －           | －          | 大夕張ダム         | 67.5     | 87,300             | 重力式            | 北海道開発局        | 農林水産省管理 夕張シューパロダム完成に伴いシューパロ湖に水没 |
| 夕張川               | －           | －          | 夕張シューパロダム | 107.0    | 433,000            | 重力式            | 北海道開発局 北海道 | 国土交通省 農林水産省                                         |
| 夕張川               | －           | －          | 清水沢ダム         | 25.4     | 5,576              | 重力式            | 北海道              | 旧北炭施工                                                    |
| 夕張川               | －           | －          | 川端ダム           | 21.4     | 6,155              | 重力式            | 北海道開発局        | 農林水産省管理                                                |
| 千歳川               | －           | －          | 千歳第一ダム       | －       | －                 | 重力式 バットレス | 王子製紙            | 小堰堤 土木遺産                                               |
| 千歳川               | －           | －          | 千歳第二ダム       | －       | －                 | 重力式            | 王子製紙            | 小堰堤 土木遺産                                               |
| 千歳川               | －           | －          | 千歳第三ダム       | 23.6     | 3,648              | 重力式            | 王子製紙            | 土木遺産                                                      |
| 千歳川               | －           | －          | 千歳第四ダム       | 21.9     | 2,298              | 重力式            | 王子製紙            | 土木遺産                                                      |
| 千歳川               | －           | －          | 千歳川頭首工       | －       | －                 | 可動堰            | 千歳市水道局        | －                                                            |
| 千歳川               | 漁川         | －          | 漁川ダム           | 45.5     | 15,300             | ロックフィル      | 北海道開発局        | 国土交通省管理                                                |
| 当別川               | －           | －          | 青山ダム           | 35.5     | 15,127             | アース            | 北海道開発局        | 農林水産省管理                                                |
| 当別川               | －           | －          | 当別ダム           | 52.7     | 78,400             | 台形CSG           | 北海道              | －                                                            |
| 豊平川               | －           | －          | 豊平峡ダム         | 102.5    | 47,100             | アーチ式          | 北海道開発局        | 国土交通省管理                                                |
| 豊平川               | －           | －          | 一の沢ダム         | 20.3     | －                 | 重力式            | 北海道電力          | －                                                            |
| 豊平川               | －           | －          | 砥山ダム           | 30.0     | 1,370              | 重力式            | 北海道電力          | －                                                            |
| 豊平川               | －           | －          | 藻岩ダム           | －       | －                 | 重力式            | 北海道電力          | 小堰堤                                                        |
| 豊平川               | 小樽内川     | －          | 定山渓ダム         | 117.5    | 82,300             | 重力式            | 北海道開発局        | 国土交通省管理                                                |

- 備考：黄欄は建設中もしくは計画中のダム、赤欄は再開発中のダム（2022年現在）。
- 注：北海道開発局は本来国土交通省の現地執行機関であり「河川総合開発事業」に基づくダム・堰の管理は『特定多目的ダム法』に拠り国土交通省が事業主体であるため、開発局建設部管理のダムは国土交通省直轄ダムとして扱われるが、「国営かんがい排水事業」・「国営土地改良事業」に基づくダム・堰の管理は農林水産省が事業主体であるため、開発局農業水産部管理のダムに関しては農林水産省直轄ダムとして扱われる。同様の事例は内閣府の直属機関である沖縄総合事務局でも見られている。

### 主な観測所
| 河川名 （本川） | 観測所名   | 水防団 待機 基準水位 (m) | はん濫 注意 基準水位 (m) | 避難 判断 基準水位 (m) | はん濫 危険 基準水位 (m) | 所在地                     |
| --------------- | ---------- | ------------------------ | ------------------------ | ---------------------- | ------------------------ | -------------------------- |
| 石狩川          | 中愛別     | 243.30                   | 244.50                   | 245.10                 | 245.40                   | 上川郡愛別町中愛別中央3    |
| 石狩川          | 旭橋       | 105.70                   | 106.40                   | 106.90                 | 107.70                   | 旭川市常盤通3丁目旭橋      |
| 石狩川          | 伊納       | 90.80                    | 92.20                    | 93.90                  | 94.90                    | 旭川市江丹別町字伊納       |
| 石狩川          | 納内       | 57.50                    | 58.90                    | 60.20                  | 61.20                    | 深川市納内町8区の1         |
| 石狩川          | 橋本町     | 23.20                    | 24.60                    | 26.50                  | 27.00                    | 樺戸郡新十津川町中央89番地 |
| 石狩川          | 奈井江大橋 | 14.00                    | 15.80                    | 19.70                  | 20.00                    | 樺戸郡浦臼町黄臼内         |
| 石狩川          | 月形       | 10.40                    | 12.30                    | 15.30                  | 15.60                    | 岩見沢市北村豊正42-12      |
| 石狩川          | 石狩大橋   | 4.30                     | 5.10                     | 7.80                   | 8.10                     | 江別市緑町558番地          |
| 石狩川          | 篠路       | 2.50                     | 2.90                     | 4.60                   | 4.90                     | 札幌市北区篠路町上福移     |

ここでは4基準水位を持つ観測所を記述している。

## 利水
石狩川下流の江別市にある王子特殊紙江別工場および上流の旭川市にある日本製紙旭川工場で、製紙プラント用の工業用水として利水される。

## 橋梁
水源側から記述する。市町村名が2つあるものは、順に左岸・右岸。
（これより上流は林道のみ）
- 高原大橋（上川郡上川町 - 国道273号
- 樹海橋（上川町） - 国道273号
- 清瀬橋（上川町） - 国道39号
- ライマン橋（上川町） - 国道39号
- 層雲橋（上川町） - 国道39号
- 神仙橋（上川町） - 国道39号
- 胡蝶岩橋（上川町） - 国道39号
- 万景壁橋（上川町） - 国道39号
- 菊水新橋（上川町） - 北海道道849号日東東雲線
- 大雪大橋（上川町） - 国道450号（旭川紋別自動車道）
- 菊水橋（上川町） - 北海道道849号日東東雲線
- 上川大橋（上川町） - 国道39号
- 第六石狩川橋梁（上川町） - 石北本線（JR北海道）
- 愛山渓大橋（上川町） - 国道450号（旭川紋別自動車道）
- 安足間大橋（上川郡愛別町・上川町） - 国道450号（旭川紋別自動車道）
- 寿見江橋（愛別町・上川町） - 北海道道223号愛山渓上川線
- 第五石狩川橋梁（愛別町） - 石北本線（JR北海道）
- 中愛別橋（愛別町） - 国道39号
- 愛山橋（愛別町） - 愛別町道中愛別十八号線・愛山十八線道路
- 第四石狩川橋梁（愛別町） - 石北本線（JR北海道）
- 豊愛橋（愛別町）
- 愛別橋（愛別町） - 北海道道140号愛別当麻旭川線・北海道道296号比布愛別停車場線
- 愛別大橋（愛別町） - 国道450号（旭川紋別自動車道）
- 比布大橋（上川郡当麻町・上川郡比布町） - 国道39号
- 麻布橋（当麻町・比布町） - 北海道道1122号当麻比布線
- 栄園橋（当麻町・比布町） - 当麻町道四条道路・比布町道四号道路
- 第三石狩川橋梁（当麻町・比布町） - 宗谷本線（JR北海道）
- 東永橋（旭川市） - 北海道道942号東鷹栖永山線
- 永山橋（旭川市） - 北海道道37号鷹栖東神楽線
- 北旭川大橋（旭川市） - 国道12号（旭川新道）
- 秋月橋（旭川市） - 北海道道90号旭川環状線
- 花咲大橋（旭川市） - 旭川市道花咲通線
- 金星橋（旭川市） - 北海道道329号新旭川停車場線
- 旭橋（旭川市） - 国道40号
- 新橋（旭川市） - 旭川市道新橋通線
- 旭西橋（旭川市） -　旭川市道旭西橋通線
- 第二石狩川橋梁（旭川市） - 函館本線（JR北海道）
- 近文大橋（旭川市） - 国道12号（旭川新道）
- 江神橋（旭川市） - 北海道道98号旭川多度志線
- 伊納大橋（旭川市） - 旭川市道春日台場一〇四号線
- 神居大橋（旭川市） - 旭川市道神居古潭吊橋道路線
- 神竜水管橋
- 神納橋（旭川市・深川市） - 北海道道57号旭川深川線
- 石狩川橋（深川市） - 道央自動車道
- 納内橋（深川市） - 北海道道916号湯内内園線
- 深川橋（深川市） - 国道233号
- 深川大橋（深川市） - 国道233号（深川留萌自動車道）
- 向陽橋（深川市） - 広域農道
- 妹背牛橋（深川市・雨竜郡妹背牛町） - 北海道道94号増毛稲田線
- 第一石狩川橋梁（妹背牛鉄橋）（滝川市・雨竜郡妹背牛町） - 函館本線（JR北海道）
- 江竜橋（滝川市・雨竜郡雨竜町） - 北海道道279号江部乙雨竜線
- 平成橋（滝川市・樺戸郡新十津川町） -
- 石狩川橋（滝川市・樺戸郡新十津川町） - 国道451号
- 滝新橋（滝川市・樺戸郡新十津川町） - 国道451号（滝新バイパス）
- 砂川大橋（砂川市・樺戸郡新十津川町） - 北海道道283号砂川新十津川線
- 奈井江大橋（空知郡奈井江町・樺戸郡浦臼町） - 北海道道278号奈井江浦臼線
- 美浦大橋（美唄市・樺戸郡浦臼町） - 北海道道1159号美唄浦臼線
- 月形大橋（岩見沢市・樺戸郡月形町） - 北海道道6号岩見沢月形線・北海道道33号美唄月形線・北海道道275号月形峰延線
- みらい大橋（岩見沢市・樺戸郡月形町） - 広域農道
- たっぷ大橋（岩見沢市・石狩郡新篠津村） - 北海道道81号岩見沢石狩線・北海道道139号江別奈井江線・北海道道1121号月形幌向線
- 美原大橋（江別市） - 国道337号（美原バイパス）
- 石狩大橋（江別市） - 北海道道139号江別奈井江線
- 新石狩大橋（江別市） - 国道275号・国道337号
- 石狩川橋梁（札幌市北区・石狩郡当別町） - 札沼線（JR北海道）
- 札幌大橋（札幌市北区・石狩郡当別町） - 国道337号
- 石狩河口橋（石狩市） - 国道231号

## 渡船
運行中心
美浦渡船 - 渡し船#現在も運航されている渡船を参照。
石狩渡舟

## 漁業
開拓期から、秋に遡上するサケは貴重な水産資源として注目されており、明治時代中期には150万匹以上の水揚げがあったほか、ヤツメウナギなどの漁獲も行われていた。第二次世界大戦後の1954年の段階でも約135,000匹の水揚げがあったが、次第に工場排水による水質汚染が深刻化すると水揚げが激減。1970年には川で獲れたサケは180匹となり、サケ漁で生計を立てていた漁師の多くは転職を余儀なくされた。1970年代以降は水質の改善が進み、資源回復のための稚魚放流や頭首工などに魚道の整備が進められた結果、再び旭川市内までサケの遡上が見られるようになっている。また、支川の千歳川ではサケのふるさと 千歳水族館およびインディアン水車が整備され、秋から冬にかけて遡上し漁獲される鮭を観察することができる。

## 小説『石狩川』
『石狩川』（いしかりがわ）は、北海道当別町出身の作家・本庄陸男の書いた長編小説。戊辰戦争に敗れた仙台岩出山支藩伊達邦直の主従が北海道にわたり、石狩当別の開墾に苦闘する姿を描いた。本庄は肺結核と闘いながらこの作品を書き上げ、発表の2か月後にこの世を去った。